# Naila-Janjgir
Naila-Janjgir, manchmal auch nur Janjgir (Hindi जांजगीर), ist eine Stadt mit etwa 42.000 Einwohnern im indischen Bundesstaat Chhattisgarh.

## Lage
Die Stadt liegt ca. 170 km nordöstlich von Raipur bzw. ca. 45 km östlich von Bilaspur in einer Höhe von ca. 280 m ü. d. M. Das Klima ist warm; Regen fällt nahezu ausschließlich in den Monsunmonaten Juni bis September.

## Bevölkerung
Offizielle Bevölkerungsstatistiken werden erst seit 1991 geführt und regelmäßig veröffentlicht. Der Zuwachs der Bevölkerung in den letzten Jahrzehnten ist im Wesentlichen auf die anhaltende Zuwanderung von Familien aus dem Umland zurückzuführen. 
| Jahr      | 1991   | 2001   | 2011   |
| Einwohner | 24.754 | 32.513 | 40.561 |

Ca. 94,5 % der hauptsächlich Chhattisgarhi und Hindi sprechenden Einwohner Janjgirs sind Hindus, gut 1,5 % sind Christen und gut 3,5 % sind Moslems; die restlichen 0,5 % entfallen auf Jains, Sikhs und Buddhisten.

## Wirtschaft
Das Umland von Janjgir ist agrarisch geprägt; in der Stadt selbst haben sich Händler, Handwerker und Dienstleister aller Art angesiedelt; in den letzten Jahrzehnten des 20. Jahrhunderts sind kleinere Industrieunternehmen hinzugekommen.

## Geschichte
Janjgir war ein wirtschaftliches und kulturelles Zentrum im ansonsten von Stammestraditionen geprägten Umland. Durch den Anschluss der Kleinstadt Naila, wo sich der Bahnhof befindet, entstand das heutige Naila-Janjgir.

## Sehenswürdigkeiten

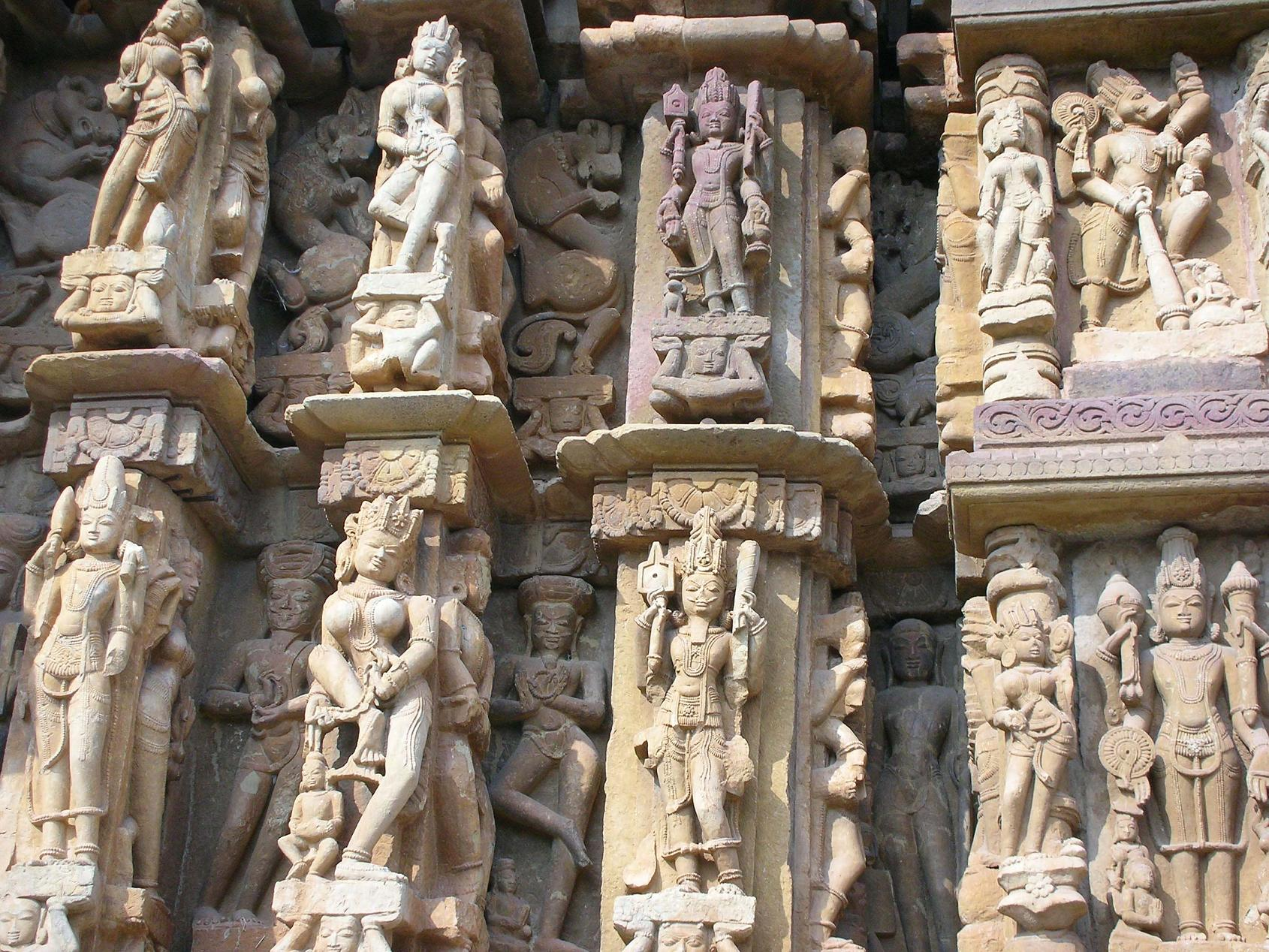
Skulpturen am Vishnu-Tempel

Einzige Sehenswürdigkeit von Janjgir ist der im 12. Jahrhundert erbaute und dem Hindu-Gott Vishnu geweihte Tempel. Es ist der einzige Tempel im ganzen Bundesstaat Chhattisgarh, dessen Architektur und Skulpturenschmuck annähernd auf der Höhe der Zeit sind. Der auf einer großen Umgangsplattform (jagati) stehende und nochmals durch eine Sockelzone erhöhte Tempel besteht aus einem kleinen geschlossenen Vorraum (antarala) und einer geringfügig größeren und im Äußeren stark gegliederten Cella (garbhagriha), deren Turmaufbau (shikhara) jedoch unvollendet geblieben ist. Der Figurenschmuck der Außenwände beinhaltet Götterbildnisse (darunter Brahma, Narasimha u. a.), „Himmlische Liebespaare“ (mithunas), „Schöne Mädchen“ (surasundaris) und – zurückgestuft – halbnackte Asketen sowie aufsteigende Löwenmonster (yalis). In die Sockelzone integriert ist ein umlaufender Elefantenfries, wodurch der gesamte Bau – in hoheitlich gemeintem Sinne – von Elefanten getragen wird. Zu beiden Seiten des Portals befinden sich jeweils drei lebensgroße Figuren, von denen die beiden inneren als weibliche Flussgottheiten Ganga und Yamuna identifiziert werden können; die vier äußeren sind männlich und durch ihre Waffen als Wächter 
(dvarapalas) gekennzeichnet.